# آوای فاخته (فیلم)
آوای فاخته (انگلیسی: Call of the Cuckoo) فیلمی زوج هنری در سبک کمدی به کارگردانی کلاید براکمن است که در سال ۱۹۲۷ منتشر شد.

## بازیگران
- ماکس داویدسون
- استن لورل
- اولیور هاردی
- جیمز فینلیسون
- چارلی چیس
- چارلی هال
- لیئو ویلیس
- لایل تیو
- فرانک براونلی
- لیلیان الیوت